# 勞動部勞工保險局
勞動部勞工保險局（簡稱勞保局）為中華民國勞動部所屬機關，負責主辦勞工保險與就業保險，並受委託辦理國民年金與農民健康保險。

## 沿革

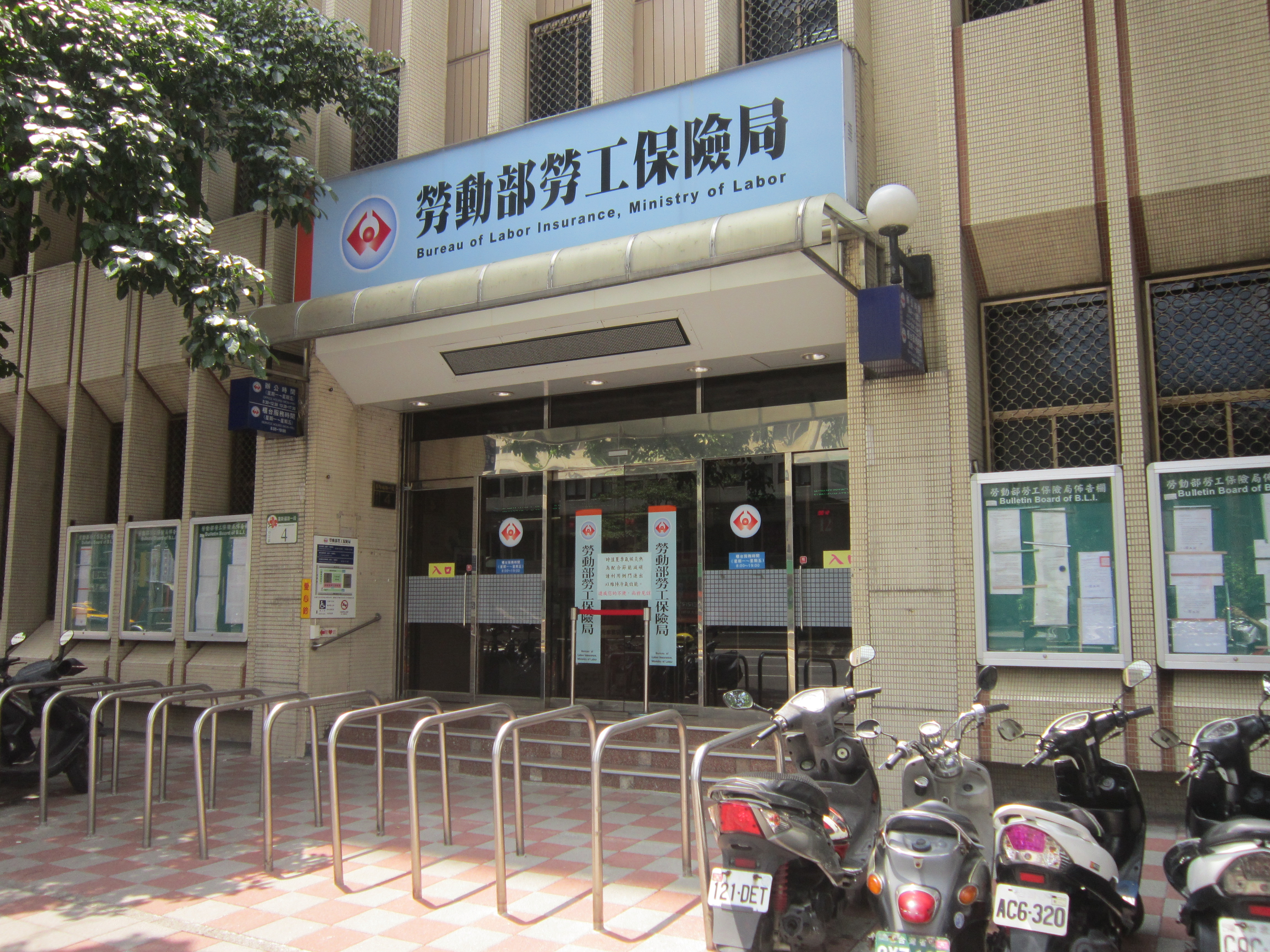
勞工保險局一樓服務台出入口

1950年，臺灣省政府開設勞工保險，委託台灣人壽勞工保險部負責勞工保險業務。
1960年4月16日，「臺灣省勞工保險局」成立，中央主管機關為內政部，地方主管機關為省/市政府社會處或社會局，業務、財務及爭議事項由「臺灣省勞工保險監理委員會」負責。
1968年，《勞工保險條例》第一次修正，行政院修正《勞工保險條例施行細則》，勞工保險之實施區域擴大至金門縣、連江縣及臺北市。1970年，臺灣省勞工保險局改名為「臺閩地區勞工保險局」，臺灣省勞工保險監理委員會改名為「臺閩地區勞工保險監理委員會」。
1979年，《勞工保險條例》第三次修正條文規定，勞工保險之主管機關，在中央為內政部，在地方為省／市政府；臺閩地區勞工保險局（業務辦理單位）改為臺灣省政府一級機構，其業務監理單位臺閩地區勞工保險監理委員會亦改為臺灣省政府一級機構，與臺灣省政府各廳處之地位平行。
1988年，《勞工保險條例》第四次修正，勞工保險之中央主管機關改為行政院勞工委員會，地方主管機關仍為省/市政府。
1996年，《勞工保險條例》第五次修正，刪除委託地方辦理勞工保險業務之規定。
1996年7月1日，臺閩地區勞工保險局改隸行政院勞工委員會，並更名為「行政院勞工委員會勞工保險局」（業務機關）；臺閩地區勞工保險監理委員會亦更名為「勞工保險監理委員會」。
2005年，勞工保險局規畫發行勞動保障卡，由玉山商業銀行、台北富邦商業銀行、台新國際商業銀行與臺灣土地銀行得標。
2008年，勞工保險局受行政院衛生署（今衛生福利部）委託辦理國民年金。
2014年，勞工保險局與勞工保險監理委員會正式由「國營事業單位」改為「行政單位」。勞工保險局首長也由總經理改為局長，需有事務官任用資格，與之前的「總經理和主委具有準政務官的性質」不同。
2014年2月17日，勞工保險局隨勞委會改組升格為勞動部而改制為「勞動部勞工保險局」（行政機關）；總員額1,915人，不列入《中央政府機關總員額法》所定員額。原基金運用業務移撥勞動基金運用局，職業災害勞工保護業務移撥職業安全衛生署。

## 組織架構
- 局長
  - 副局長2人
    - 主任秘書

### 幕僚單位
- 資訊室：辦理資訊作業規劃、推展、操作、管理、資訊設施維護等事項。

1.資訊作業一科
2.資訊作業二科
3.資訊作業三科
4.資訊作業四科
5.資訊作業五科
6.資訊作業六科
- 秘書室：印信典守、文書收發、檔案管理、出納、庶務、公關及工員管理等事項。

1.文書科
2.總務科
3.公共關係科
- 人事室：人事業務等事項。

1.人事一科
2.人事二科
- 主計室：歲計、會計及統計業務等事項。

1.歲計科
2.會計科
3.統計科
- 政風室：政風業務等事項。

1.政風一科
2.政風二科

### 業務單位
- 企劃管理組：辦理保險綜合業務規劃、保險費率精算、法律事務、稽核管考、辦事處管理、業務講習、資料之蒐集及分析等業務。

1.企劃研究科
2.法律事務科
3.稽核管考科
4.辦事處管理科
24個辦事處派出單位：
- 臺北市辦事處
- 新北市辦事處
- 基隆辦事處
- 桃園辦事處
- 新竹市辦事處
- 新竹縣辦事處
- 苗栗辦事處
- 臺中市辦事處
- 臺中市第二辦事處
- 南投辦事處
- 彰化辦事處
- 雲林辦事處
- 嘉義辦事處
- 臺南市辦事處
- 臺南市第二辦事處
- 高雄市辦事處
- 高雄市第二辦事處
- 屏東辦事處
- 宜蘭辦事處
- 花蓮辦事處
- 臺東辦事處
- 澎湖辦事處
- 金門辦事處
- 馬祖辦事處

- 納保組：辦理事業單位、公司行號及機關團體之新投保業務；事業單位、公司行號之加保、退保及投保薪資調整處理等業務。

1.新投保科
2.工廠事業一科
3.工廠事業二科
4.公司行號一科
5.公司行號二科
- 保費組：辦理工會、漁會之新投保業務；工會、漁會、機關團體與職業訓練機構之加保、退保及投保薪資調整處理業務；與其他有關保費處理、欠費清理及資料管理等業務。

1.保費處理科
2.欠費清理科
3.職漁團體科
4.機關團體科
5.保險年資科
- 普通事故給付組：辦理勞工保險生育、老年給付、就業保險給付與積欠工資墊償基金墊償等業務之審核。勞工保險、就業保險與積欠工資墊償基金收支及帳戶之管理業務。

1.生育給付科
2.老年給付科
3.就業保險給付科
4.保險收支科
5.給付帳務科
6.積欠工資墊償科
- 職業災害給付組：辦理勞工保險傷病、失能、死亡及醫療給付之審核業務。

1.傷病給付科
2.失能給付科
3.死亡給付科
4.醫療給付科
- 勞工退休金組：辦理勞工退休金之收支、保管、滯納金之加徵、罰鍰處分、強制執行及積欠工資墊償基金之提繳等業務。

1.機關學校提繳科
2.公司行號提繳科
3.工廠事業提繳科
4.核發科
5.專戶管理科
6.財務及出納科

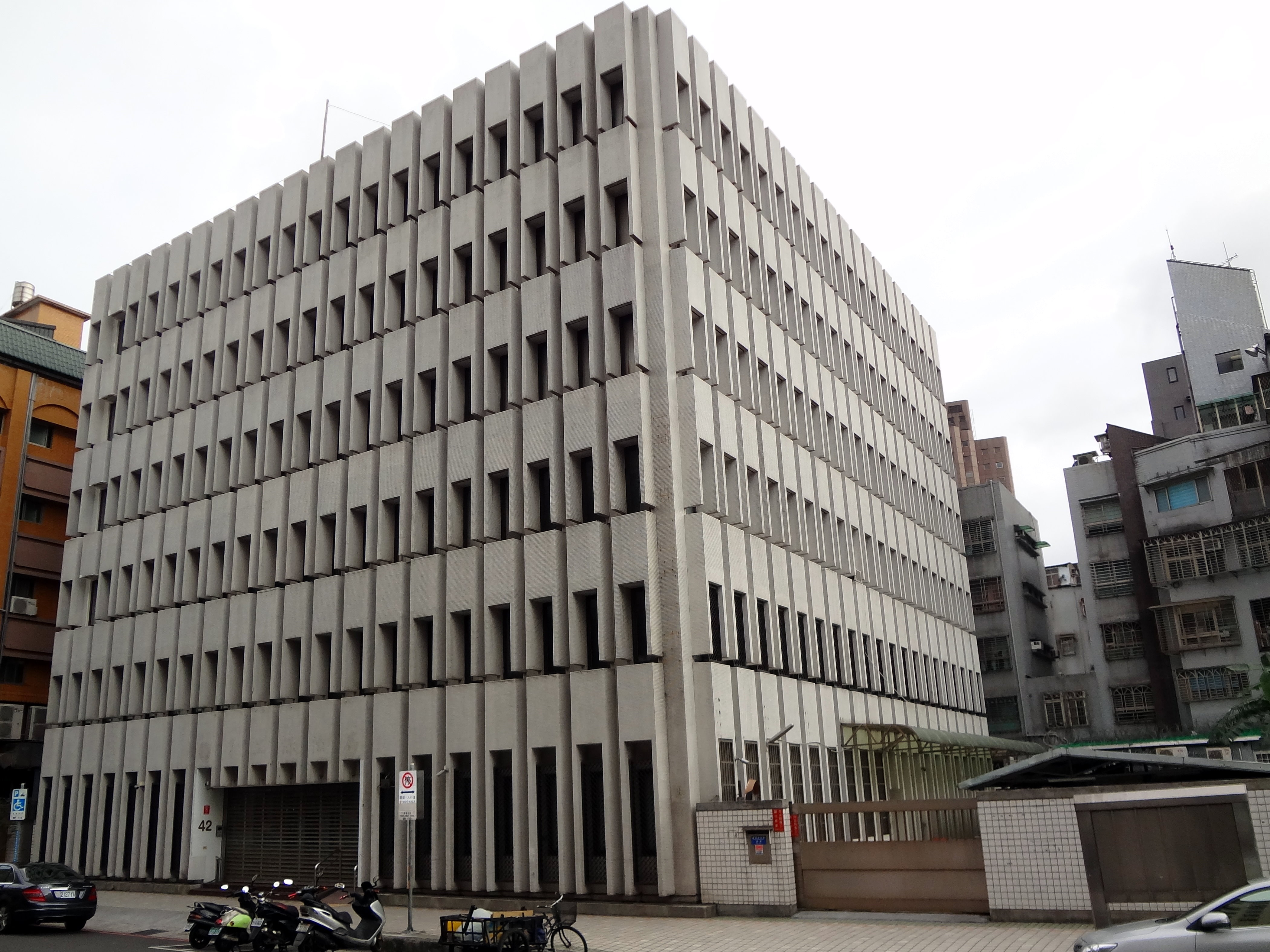
國民年金組

- 國民年金組（受衛生福利部委託業務）：接受委託辦理國民年金之承保受理、給付審理、收支管理與財務調度等相關業務。

1.納保計費一科
2.納保計費二科
3.給付一科
4.給付二科
5.理費及帳務科
6.收支管理科
- 農民保險組（受農業部委託業務）：接受委託辦理農民健康保險及老年農民福利津貼業務。

1.承保科
2.給付科
3.財務科
4.計費及帳務管理科
5.福利津貼科

## 歷任首長
| 任別   | 姓名   | 就任時間       | 卸任時間       | 備註           |
| 總經理 | 總經理 | 總經理         | 總經理         | 總經理         |
| ------ | ------ | -------------- | -------------- | -------------- |
| 1      | 俞慈民 | 1950年3月1日   | 1962年8月31日  |                |
| 2      | 張國幹 | 1962年9月1日   | 1966年2月4日   |                |
| 3      | 康國瑞 | 1966年2月5日   | 1974年8月6日   |                |
| 4      | 楊道古 | 1974年8月7日   | 1979年4月1日   |                |
| 5      | 王家銓 | 1979年4月2日   | 1986年2月16日  |                |
| 6      | 徐學陶 | 1986年2月17日  | 1987年7月31日  |                |
| 7      | 林江風 | 1987年8月1日   | 1991年6月2日   |                |
| 8      | 林增吉 | 1991年6月3日   | 1993年4月30日  |                |
| 9      | 黃癸楠 | 1993年5月1日   | 1996年7月14日  |                |
| 10     | 劉忠讓 | 1996年10月28日 | 1998年10月13日 |                |
| 11     | 郭芳煜 | 1998年10月14日 | 2001年9月14日  |                |
| 12     | 廖碧英 | 2001年9月14日  | 2004年5月20日  |                |
| 13     | 史哲   | 2004年6月16日  | 2006年7月10日  |                |
| 14     | 廖碧英 | 2006年8月16日  | 2008年5月19日  |                |
| 15     | 蔡吉安 | 2008年5月28日  | 2009年7月15日  |                |
| 16     | 陳益民 | 2009年9月1日   | 2012年9月10日  |                |
| 17     | 羅五湖 | 2012年9月10日  | 2014年2月16日  |                |
| 局長   |        |                |                |                |
| 1      | 羅五湖 | 2014年2月17日  | 2017年7月15日  |                |
| 2      | 石發基 | 2017年7月16日  | 2019年7月16日  |                |
| 3      | 鄧明斌 | 2019年7月17日  | 2022年1月15日  |                |
| 代理   | 陳琄   | 2022年1月16日  | 2022年4月18日  |                |
| 4      | 陳琄   | 2022年4月19日  | 2023年1月15日  | 真除陞任       |
| 5      | 白麗真 | 2023年1月15日  | 現任           | 勞動部主任秘書 |

## 外部連結
- 勞動部勞工保險局全球資訊網 （页面存档备份，存于）（繁體中文）
- 勞動部勞工保險局全球資訊網 （英文）
- 勞工保險局的Facebook專頁
- YouTube上的勞動部勞工保險局頻道